# Cedar Covered Bridge
Die Cedar Covered Bridge, auch Casper Bridge, ist eine gedeckte Brücke im Madison County (Iowa) in den Vereinigten Staaten. Die 1883 errichtete Brücke führte ursprünglich über den North River und wurde erst 1920 an den heutigen Standort verschoben. In neuerer Zeit wurde sie zweimal Opfer von Brandstiftung, aber beide Male wieder aufgebaut.

## Geschichte
Cedar Covered Bridge war eine von ursprünglich 19 gedeckten Brücken im Madison County. Alle Holzbrücken mussten auf Anordnung der Aufsichtsbehörde des Countys als gedeckte Brücken ausgeführt werden, um die großen Bodenbalken vor der Witterung zu schützen. Deren Ersatz wäre viel kostspieliger gewesen als der regelmäßige Ersatz des für die Brückenseiten und das Dach verwendeten Holzes.  
Die 1883 errichtete Brücke führte ursprünglich über den North River und wurde erst 1920 an den heutigen Standort verschoben. Sie wurde bis 1964 vom regulären Verkehr genutzt, bis für den Durchgangsverkehr weiter östlich eine neue Brücke gebaut wurde. Die Holzbrücke kann aber immer noch befahren werden. Es ist die einzige Brücke im County, die noch befahren werden kann. Das maximale Fahrzeuggewicht darf aber vier Tonnen nicht übersteigen.
Die Brücke wurde am 3. September 2002 durch Brandstiftung zerstört, worauf sie für 772.824 US-Dollar wieder aufgebaut wurde und am 23. August erneut dem Verkehr übergeben wurde. Die Replika der Brücke wurde aber abermals ein Opfer der Brandstiftung im Jahr 2017, wurde aber abermals wieder aufgebaut und 2019 wieder dem Verkehr übergeben. 